# Patrick Kelly (pilote automobile)
Pour les articles homonymes, voir Patrick Kelly.
Patrick Kelly, né le 4 septembre 1967 dans le Comté de Hennepin aux États-Unis, est un pilote automobile américain. Il participe à des épreuves d'endurance au volant de Sport-prototypes dans des championnats tels que le Championnat du monde d'endurance et le WeatherTech SportsCar Championship.
Il a remporté le titre « pilotes » dans le championnat WeatherTech SportsCar Championship en 2020, en catégorie LMP2.

## Palmarès

### Résultats aux24 Heures du Mans
| Année | Écurie                    | Copilotes                   | Voiture  | Classe | Tours | Pos. | Class Pos. |
| ----- | ------------------------- | --------------------------- | -------- | ------ | ----- | ---- | ---------- |
| 2021  | PR1/Mathiasen Motorsports | Gabriel Aubry Simon Trummer | Oreca 07 | LMP2   | 261   | Abd. | Abd.       |

### Résultats enWeatherTech SportsCar Championship
| Année | Écurie                    | Voiture  | Moteur                     | Classe | 1   | 2     | 3     | 4     | 5     | 6     | 7     | 8   | 9   | Points | Pos. |
| ----- | ------------------------- | -------- | -------------------------- | ------ | --- | ----- | ----- | ----- | ----- | ----- | ----- | --- | --- | ------ | ---- |
| 2019  | PR1/Mathiasen Motorsports | Oreca 07 | Gibson GK428 4,2 L V8 Atmo | LMP2   | DAY | SEB   | MOH   | WGL   | MOS   | ELK 1 | LGA   | ATL |     | 35     | 9e   |
| 2020  | PR1/Mathiasen Motorsports | Oreca 07 | Gibson GK428 4,2 L V8 Atmo | LMP2   | DAY | SEB 1 | ELK 4 | ATL 1 | ATL 4 | LGA 1 | SEB 1 |     |     | 196    | 1re  |
| 2022  | PR1/Mathiasen Motorsports | Oreca 07 | Gibson GK428 4,2 L V8 Atmo | LMP2   | DAY | DAY   | SEB   | LBH   | LGA 4 | MOH 6 | WGL   | ELK | ATL | 312*   | 10e* |
| 2022  | PR1/Mathiasen Motorsports | Oreca 07 | Gibson GK428 4,2 L V8 Atmo | LMP2   | Q   | R     | SEB   | LBH   | LGA 4 | MOH 6 | WGL   | ELK | ATL | 312*   | 10e* |

* Saison en cours.

### Résultats enChampionnat du monde d'endurance
| Année | Écurie                    | Voiture  | Moteur                     | Classe | 1      | 2   | 3   | 4        | 5   | 6   | Total | Pos. |
| ----- | ------------------------- | -------- | -------------------------- | ------ | ------ | --- | --- | -------- | --- | --- | ----- | ---- |
| 2021  | PR1/Mathiasen Motorsports | Oreca 07 | Gibson GK428 4,2 L V8 Atmo | LMP2   | SPA 11 | POR | MNZ | LMS Abd. | BHR | BHR |       |      |